# Acrossus hrubanti
Acrossus hrubanti är en skalbaggsart som beskrevs av Vladimir Balthasar 1961. Acrossus hrubanti ingår i släktet Acrossus och familjen Aphodiidae. Inga underarter finns listade i Catalogue of Life.